# Aricagua (Mérida)
Pour les articles homonymes, voir Aricagua.
Aricagua est le chef-lieu de la municipalité d'Aricagua dans l'État de Mérida au Venezuela.